# Michel Hénon
Michel Hénon (París, 23 de julio de 1931 – Niza, 7 de abril de 2013) fue un matemático y astrónomo francés. Trabajó durante mucho tiempo en el Observatorio de Niza.

## Biografía
Ancien éestudió en la Escuela Normal Superior e hizo toda su carrera en el Centro Nacional para la Investigación Científica.
Michel Hénon es conocido por sus contribuciones en el ámbito de la Dinámica estelar, y por los estudios en la evolución de los anillos de Saturno. A finales de la década de los 60 y principios de los 70, se implicó en el estudio de las dinámicas de los cúmulos estelares, en particular los cúmulos globulares. Desarrolló la técnica numérica utilizando el Método de Montecarlo por seguir la dinámica de los cúmulos globulares esféricos más rápido con el Problema de los n cuerpos. Trabajó junto a Évry Schatzman y André Brahic, en particular sobre las supernovæ, la teoría del caos, la dinámica de las galaxias, los anilas planetarios y la formación de los sistemas solares. Las consecuencias del trabajo de Michel Hénon en el campo del sistema solar, la dinámica de las galaxias y los anillos planetarios han provocado mucho más trabajo por parte de sus discípulos y colaboradores.
Utilizó la Aplicación de Poincaré en el estudio de los movimientos estelares en una galaxia: el camino tomado por una estrella, cuando se proyecta sobre un plano, tiene la apariencia de un desorden caótico, mientras que la aplicación de Poincaré muestra su estructura más claramente.
En matemáticas, es conocido por el Mapa de Henon, uno de los sistemas dinámicos más estudiado que muestra comportamiento caótico discreto en el tiempo.
Michel Hénon publicó una obra de diez tomos sobre elProblema de los n cuerpos. 